# Moratalla
Moratalla er en by og kommune i det sydøstlige Spanien i Murcia-regionen. Den har et indbyggertal på 7.593 (2024) indbyggere.